# Alexeter obscuricolor
Alexeter obscuricolor là một loài tò vò trong họ Ichneumonidae.